# 콘스탄틴 니콜라예비치 대공

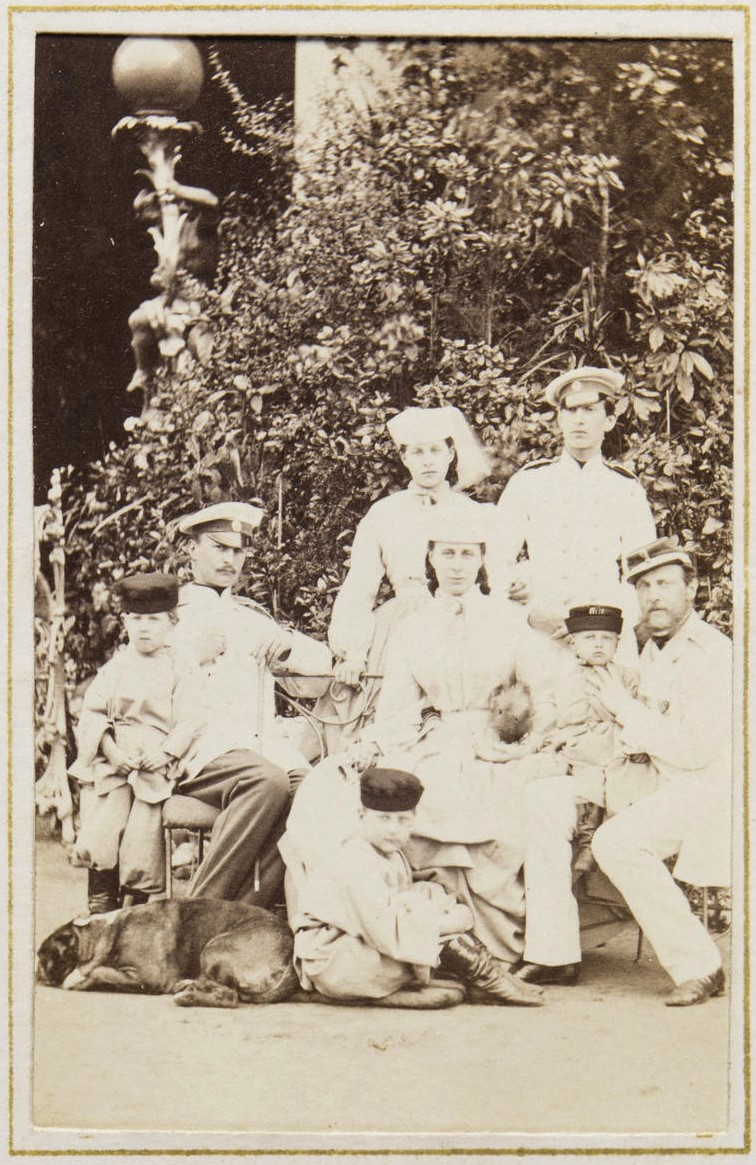
대공 일가의 초상 사진, 콘스탄틴 대공은 앞줄, 오른쪽에서 막내 아들 뱌체슬라프를 무릎에 안고 있다

콘스탄틴 니콜라예비치 대공(러시아어: Константи́н Никола́евич, 1827년 9월 21일 ~ 1892년 1월 25일)은 러시아 제국의 대공으로 러시아 황제 니콜라이 1세와 황후 알렉산드라 표도로브나의 둘째 아들이며 알렉산드르 2세의 동생이다.
그의 외손자가 낳은 아들이 영국 국왕 엘리자베스 2세의 부군인 에든버러 공작 필립이다.

## 생애
알렉산드르 2세의 통치 기간에 러시아 함대의 해군 제독을 맡았으며, 러시아 해군을 개혁했다. 또한 러시아 농노 해방의 보조적 역할을 한 인물이기도 하다. 폴란드 부왕으로서는 그다지 행운이 없었으며, 그의 자유주의에 대한 공격이 기다리고 있는 러시아로 소환되어 와야 했다.

## 가계
1848년 작센알텐부르크 공작 요제프의 딸 알렉산드라와 결혼하여 슬하에  4남 2녀를 두었다.
- 니콜라이 (1850-1918)
- 올가 (1851-1926) - 그리스 왕 요르요스 1세와 결혼
- 베라 (1854-1912) - 뷔르템베르크 공작 오이겐과 결혼
- 콘스탄틴 (1858-1915)
- 드미트리 (1860-1919)
- 뱌체슬라프 (1862-1879)

정부 안나 쿠즈네초바와의 사이에서 슬하에 3남 2녀를 두었다.
- 세르게이 (1873-1873)
- 마리나 (1875-1941)
- 안나 (1878-1920)
- 이즈마일 (1879-1885)
- 레프 (1883-1885)